# Чемпионат мира по настольному теннису 1955
22-й лично-командный чемпионат мира по настольному теннису прошёл с 16 по 24 апреля 1955 года в Утрехте (Нидерланды).

## Медали

### Команды
| Пол     | Золото                                                               | Серебро                                                                                             | Бронза                                                                               |
| ------- | -------------------------------------------------------------------- | --------------------------------------------------------------------------------------------------- | ------------------------------------------------------------------------------------ |
| Мужчины | Япония · Итиро Огимура · Китии Тамасу · Тосиаки Танака · Ёсио Томита | Чехословакия · Иван Андреадис · Ладислав Штипек · Вацлав Тереба · Богумил Ваня · Лудвик Выхановский | Венгрия · Ласло Фёльди · Йожеф Коциан · Ференц Шидо · Йожеф Шомодьи · Кальман Сепеши |
| Мужчины | Япония · Итиро Огимура · Китии Тамасу · Тосиаки Танака · Ёсио Томита | Чехословакия · Иван Андреадис · Ладислав Штипек · Вацлав Тереба · Богумил Ваня · Лудвик Выхановский | Англия · Ричард Бергман · Брайан Кеннеди · Джонни Лич · Брайан Мерретт · Алан Родес  |
| Женщины | Румыния · Анджелика Розяну · Шари Сас · Элла Целлер                  | Япония · Фудзиэ Эгути · Сидзуки Нарахара · Ёсико Танака · Киико Ватанабэ                            | Англия · Энн Хейдон · Диэйн Роув · Розалин Роу · Джин Винн                           |

### Спортсмены
| Разряд                   | Золото                         | Серебро                       | Бронза                          |
| ------------------------ | ------------------------------ | ----------------------------- | ------------------------------- |
| Мужской одиночный разряд | Тосиаки Танака                 | Жарко Долинар                 | Стефен Кафьеро                  |
| Мужской одиночный разряд | Тосиаки Танака                 | Жарко Долинар                 | Ференц Шидо                     |
| Женский одиночный разряд | Анджелика Розяну               | Эрмелинде Румплер-Вертль      | Киико Ватанабэ                  |
| Женский одиночный разряд | Анджелика Розяну               | Эрмелинде Румплер-Вертль      | Эва Коциан                      |
| Мужской парный разряд    | Иван Андреадис Ладислав Штипек | Жарко Долинар Вилим Харангозо | Итиро Огимура Ёсио Томита       |
| Мужской парный разряд    | Иван Андреадис Ладислав Штипек | Жарко Долинар Вилим Харангозо | Йожеф Коциан Ференц Шидо        |
| Женский парный разряд    | Анджелика Розяну Элла Целлер   | Диэйн Роув Розалин Роу        | Сидзуки Нарахара Ёсико Танака   |
| Женский парный разряд    | Анджелика Розяну Элла Целлер   | Диэйн Роув Розалин Роу        | Фудзиэ Эгути Киико Ватанабэ     |
| Микст                    | Кальман Сепеши Эва Коциан      | Обри Симонс Хелен Эллиот      | Тосиаки Танака Сидзуки Нарахара |
| Микст                    | Кальман Сепеши Эва Коциан      | Обри Симонс Хелен Эллиот      | Ладислав Штипек Элиска Крейцова |